# 硝基染料
硝基染料（英語：Nitro Dyes）是含有硝基发色基的一类染料。主要在酸性染料和分散染料中有硝基染料。

## 主要染料
- 苦味酸：最早应用的硝基染料
- 萘芬黄 S：黄色酸性染料